# 이종수 (작곡가)
이종수(李鐘洙, 1977년 03월 16일 ~)는 대한민국의 작곡가이자 음악PD이다.

## 학력
- 전주진북초등학교
- 전주해성중학교
- 전주상업고등학교
- 전주공업전문대학 산업디자인과 전문학사
- 서울문화예술대학교 작곡과 학사

## 수상
- 2015년 : 한국가요작가협회 편곡상
- 2017년 : 대한민국 연예예술상 OST 작곡상
- 2018년 : 대한민국 연예예술상 OST상

## 참여한 방송
- 2011년 : 나는 살아 있다
- 2013년 : 식샤를 합시다
- 2015년 : 식샤를 합시다2
- 2016년 : 싸우자 귀신아
- 2016년 : 막돼먹은 영애씨 시즌15
- 2017년 : 보그맘
- 2017년 : 막돼먹은 영애씨 시즌16
- 2018년 : 대장금이 보고있다
- 2019년 : 진심이 닿다
- 2019년 : 막돼먹은 영애씨 시즌17
- 2020년 : 번외수사
- 2020년 : 카페 킬리만자로
- 2020년 : 연애혁명
- 2020년 : 제발 그 남자 만나지 마요
- 2021년 : 보쌈-운명을 훔치다
- 2022년 : 오! 마이 웨딩
- 2022년 : 미남당
- 2022년 : 복학생: 학점은 A지만 사랑은 F입니다
- 2022년 : 가우스전자
- 2023년 : 각자의 사정
- 2023년 : 주류일절
- 2023년 : 돌싱글즈4
- 2023년 : 오늘도 사랑스럽개
- 2024년 : 고등학생인 내가 조폭이 되었습니다
- 2024년 : 화100
- 2024년 : 돌싱글즈5
- 2024년 : 낮과밤이 다른 그녀
- 2024년 : 돌싱글즈6
- 2024년 : 0교시는 인싸타임
- 2025년 : 친절한 선주씨
- 2025년 : 직장인들

## 참여한 영화
- 2012년 : 돈 크라이 마미
- 2015년 : 연애의 맛
- 2015년 : 란제리 살인사건
- 2016년 : 인터뷰
- 2017년 : 그래, 가족
- 2017년 : 원스텝
- 2017년 : 볼링블링
- 2020년 : 어게인
- 2021년 : 창애: 짐승 잡는 덫

## 참여한 곡
| 2005년 | 작곡, 편곡                 | 원더풀 라이프 OST - 조각                                                            |
| 2006년 | 작곡, 편곡                 | 사랑은 아무도 못말려 OST - 몰라 몰라                                                |
| 2006년 | 작곡, 편곡                 | 사랑은 아무도 못말려 OST - 쨔샤                                                     |
| 2006년 | 작곡, 편곡                 | 사랑은 아무도 못말려 OST - 괜찮아                                                   |
| 2006년 | 작곡, 편곡                 | 스마일 어게인 OST - 혼잣말                                                          |
| 2006년 | 작곡, 편곡                 | 있을 때 잘해 OST - Somewhere                                                        |
| 2006년 | 작곡, 편곡                 | 있을 때 잘해 OST - 돌아와                                                           |
| 2006년 | 작곡, 편곡                 | 있을 때 잘해 OST - My Love                                                          |
| 2007년 | 작곡, 편곡                 | 나쁜여자 착한여자 OST - 사랑 그만큼                                                 |
| 2007년 | 작곡, 편곡                 | 나쁜여자 착한여자 OST - 나쁜여자                                                    |
| 2007년 | 작곡, 편곡                 | 나쁜여자 착한여자 OST - 부탁이야                                                    |
| 2007년 | 프로듀싱, 작곡, 편곡       | 내 곁에 있어 OST - 내곁에 있어                                                      |
| 2007년 | 프로듀싱, 작곡, 편곡       | 내 곁에 있어 OST - Love I Can Feel                                                  |
| 2007년 | 프로듀싱, 작곡, 편곡       | 내 곁에 있어 OST - 왜 나를                                                          |
| 2007년 | 프로듀싱, 작곡, 편곡       | 내 곁에 있어 OST - 미안하다고 미안하다면                                            |
| 2007년 | 프로듀싱, 작곡, 편곡       | 내 곁에 있어 OST - 꿈에라도                                                         |
| 2007년 | 프로듀싱, 작곡, 편곡       | 내 곁에 있어 OST - 말아요                                                           |
| 2007년 | 프로듀싱, 작곡, 편곡       | 내 곁에 있어 OST - 미워죽겠다고                                                     |
| 2007년 | 작곡, 편곡                 | 달려라 고등어 OST - Fly                                                             |
| 2007년 | 작곡, 편곡                 | 위대한 캣츠비 OST - Delete                                                          |
| 2007년 | 작곡, 편곡                 | 못말리는 결혼 OST - 못말리는 결혼                                                   |
| 2007년 | 프로듀싱, 작곡, 편곡       | 메디컬 기방 영화관 OST - 기도                                                       |
| 2007년 | 프로듀싱, 작곡, 편곡       | 메디컬 기방 영화관 OST - 다만                                                       |
| 2007년 | 작곡, 편곡                 | 못된 사랑 OST - 천상의 왈츠                                                         |
| 2008년 | 작곡, 편곡                 | 사랑해 OST - I Love You                                                             |
| 2008년 | 작곡, 편곡                 | 사랑해 OST - My Story                                                               |
| 2008년 | 작곡, 편곡                 | 사랑해 OST - 마요네즈                                                               |
| 2008년 | 작곡, 편곡                 | 사랑해 OST - 사랑했는데                                                             |
| 2008년 | 작곡, 편곡                 | 경성 기방 영화관 OST - 낙화                                                         |
| 2008년 | 작곡, 편곡                 | 경성 기방 영화관 OST - 유리                                                         |
| 2008년 | 작곡, 편곡                 | 경성 기방 영화관 OST - 기도                                                         |
| 2008년 | 작곡, 편곡                 | 아내와 여자 OST - 박하사탕                                                          |
| 2008년 | 작곡, 편곡                 | 아내와 여자 OST - 못난 바램                                                         |
| 2009년 | 작곡, 편곡                 | 하얀 거짓말 OST - 내 아픈 사랑아                                                    |
| 2009년 | 작곡, 편곡                 | 하얀 거짓말 OST - 그만...안녕..                                                     |
| 2009년 | 작곡, 편곡                 | 하얀 거짓말 OST - Alone                                                             |
| 2009년 | 작곡, 편곡                 | 보석비빔밥 OST - 보석비빔밥                                                         |
| 2009년 | 작곡, 편곡                 | 보석비빔밥 OST - 괜찮아졌어요                                                       |
| 2010년 | 작곡, 편곡                 | 분홍 립스틱 OST - 다신 너를                                                         |
| 2010년 | 작곡, 편곡                 | 분홍 립스틱 OST - 괜찮아졌어요                                                      |
| 2010년 | 작곡                       | 주홍글씨 OST - 가슴에 묻는다                                                        |
| 2010년 | 작곡                       | 주홍글씨 OST - 그깟 사랑                                                            |
| 2010년 | 작곡                       | 주홍글씨 OST - 사랑아 가슴아                                                        |
| 2010년 | 작곡                       | 주홍글씨 OST - 바보같아                                                             |
| 2010년 | 작사, 작곡                 | 글로리아 OST - 당신의 눈물                                                          |
| 2010년 | 작사, 작곡                 | 글로리아 OST - 너에게 하지 못한 말                                                  |
| 2010년 | 작사, 작곡                 | 야차 OST - 지킬 수 있게                                                             |
| 2010년 | 작사, 작곡                 | 야차 OST - 일년 같은 하루                                                           |
| 2011년 | 음악감독, 작사, 작곡       | 나는 살아 있다 OST - 내가 사는 이유                                                 |
| 2011년 | 음악감독, 작사, 작곡       | 나는 살아 있다 OST - 샤랄랄라                                                       |
| 2011년 | 작사, 작곡                 | 위험한 여자 OST - 너없는 세상은                                                     |
| 2011년 | 작곡, 편곡                 | 장미의 전쟁 OST - 바보같은 나                                                       |
| 2011년 | 작곡, 편곡                 | 장미의 전쟁 OST - 사랑한다면                                                        |
| 2012년 | 음악감독                   | 영화 돈크라이 마미                                                                  |
| 2012년 | 편곡                       | 맛있는 인생 OST - 아빠의 청춘                                                       |
| 2013년 | 작곡, 편곡                 | 잘났어 정말 OST - 안아줘요                                                          |
| 2013년 | 작곡, 편곡                 | 잘났어 정말 OST - 수신거부                                                          |
| 2013년 | 작곡, 편곡                 | 잘났어 정말 OST - 몰라요                                                            |
| 2013년 | 작곡, 편곡                 | 잘났어 정말 OST - 비련                                                              |
| 2013년 | 작곡, 편곡                 | 오로라 공주 OST - 오로라 공주                                                       |
| 2013년 | 작곡, 편곡                 | 오로라 공주 OST - 눈물이 나                                                         |
| 2013년 | 영화편곡                   | 식샤를 합시다 OST - 이러지마                                                        |
| 2014년 | 작곡                       | 막돼먹은 영애씨 시즌13 OST Part 1 - 너밖에 몰라                                     |
| 2014년 | 작사, 작곡, 편곡           | 막돼먹은 영애씨 시즌13 OST Part 2 - You Are My Love                                 |
| 2014년 | 작곡                       | 막돼먹은 영애씨 시즌13 OST Part 3 - I Know                                          |
| 2014년 | 작사, 작곡, 편곡           | KBS 고양이는 있다 OST Part 1 - 매일 그대와                                          |
| 2014년 | 작사, 작곡                 | 조선총잡이 OST Part 9 - 행복합니다.                                                 |
| 2014년 | 작곡, 편곡                 | 압구정 백야 OST - Some Love                                                         |
| 2014년 | 작사, 작곡                 | 스웨덴 세탁소 OST Part 2 - 나아졌어                                                 |
| 2014년 | 작사, 작곡                 | 스웨덴 세탁소 OST Part 3 - Hey You                                                  |
| 2014년 | 작사, 작곡, 편곡           | 폭풍의 여자 OST Part 1 - 어쩌죠                                                     |
| 2014년 | 작곡                       | 김형중 - 사랑에 물들다                                                              |
| 2015년 | 작곡, 편곡                 | 폭풍의 여자 OST - 잊어야해요                                                        |
| 2015년 | 작사, 작곡, 편곡           | 폭풍의 여자 OST - 사랑이 끝났어                                                     |
| 2015년 | 작사, 작곡, 편곡           | 스웨덴 세탁소 OST Part 4 - 얼마나 더                                                |
| 2015년 | 작곡                       | 스웨덴 세탁소 OST Part 5 - 떨어진다                                                 |
| 2015년 | 작곡, 편곡                 | 식샤를 합시다 2 OST - Little Dongas                                                 |
| 2015년 | 작곡, 편곡                 | 식샤를 합시다 2 OST - Flute Polka                                                   |
| 2015년 | 작곡, 편곡                 | 막돼먹은 영애씨 시즌14 OST - 내일이 기다려지는 건                                   |
| 2015년 | 작곡, 편곡                 | 위대한 조강지처 OST - 녹아                                                          |
| 2016년 | 작곡                       | 별난가족 OST Part 1 - 웃는거야                                                      |
| 2016년 | 작곡, 편곡                 | 최고의연인 OST Part 1 - My Prince                                                   |
| 2016년 | 작곡, 편곡                 | 우리집 꿀단지 OST Part 1 - 날 믿어요                                                |
| 2016년 | 작곡, 편곡                 | 동네변호사 조들호 OST - 덤벼                                                        |
| 2016년 | 작곡                       | 동네변호사 조들호 OST - 바라죠                                                      |
| 2016년 | 작곡, 편곡                 | 혼술남녀 OST - 오늘 같은 날                                                         |
| 2017년 | 작곡                       | 무궁화 꽃이 피었습니다 OST Part 1 - 환상의 짝꿍                                     |
| 2017년 | 작곡, 편곡                 | 영화 원스텝 OST - 한걸음                                                            |
| 2017년 | 작곡, 편곡                 | 영화 원스텝 OST - HUG                                                               |
| 2017년 | 작곡, 편곡                 | 영화 원스텝 OST - 눈물아 안녕                                                       |
| 2017년 | 작곡, 편곡                 | 쌈, 마이웨이 OST - Dumbhead                                                         |
| 2017년 | 작곡                       | 병원선 OST - 낯선 하루                                                              |
| 2017년 | 작곡, 편곡                 | 병원선 OST - 얼룩                                                                   |
| 2017년 | 작곡, 편곡                 | 보그맘 OST Part 1 - 넌 나의 슈퍼스타                                                |
| 2017년 | 작곡, 편곡                 | 보그맘 OST Part 2 - Ti A Mo                                                         |
| 2017년 | 작곡                       | 드라마 보그맘 OST Part 13 - Mr. Crazy                                               |
| 2017년 | 작곡                       | 사랑의 온도 OST - 좋았다 말았다                                                     |
| 2017년 | 작곡                       | 의문의 일승 OST - 의문의 일승                                                       |
| 2017년 | 작곡, 편곡                 | 미워도 사랑해 OST Part 1 - 오로라                                                   |
| 2017년 | 작곡                       | 미워도 사랑해 OST Part 7 - 널 기다리다                                              |
| 2017년 | 작곡                       | 미워도 사랑해 OST Part 8 - 눈코입                                                   |
| 2018년 | 작곡                       | 막돼먹은 영애씨 시즌16 OST Part 7 - Hey my baby                                     |
| 2018년 | 작곡                       | 막돼먹은 영애씨 시즌16 OST Part 13 - 알거든요                                       |
| 2018년 | 작곡, 편곡                 | 막돼먹은 영애씨 시즌16 OST Part 17 - Begin again                                    |
| 2018년 | 작곡                       | 막돼먹은 영애씨 시즌 16 OST Part 18 - 블라썸                                        |
| 2018년 | 작곡                       | 역류 OST Part 5 - 긴 터널                                                           |
| 2018년 | 작곡, 편곡                 | 데릴남편 오작두 OST - Only You                                                      |
| 2018년 | 작곡, 편곡                 | 시를 잊은 그대에게 OST Original Sound Track - My Emotion                            |
| 2018년 | 작곡, 편곡                 | 시를 잊은 그대에게 OST Original Sound Track - 2018 Spring                           |
| 2018년 | 작곡, 편곡                 | 시를 잊은 그대에게 OST Part 15 - 나에게 하는 말                                     |
| 2018년 | 작곡                       | 차달래 부인의 사랑 OST Part 7 - 널 사랑한                                           |
| 2018년 | 작곡                       | 내일도 맑음 OST Part 26 - 이제서야                                                  |
| 2018년 | 작곡, 편곡                 | 대장금이 보고있다 OST Part 1 - 지지고 볶고 데쳐                                     |
| 2018년 | 작곡                       | 대장금이 보고있다 OST Part 3 - 핫해핫해                                             |
| 2018년 | 작곡, 편곡                 | 플레이어 OST - 플레이어                                                             |
| 2018년 | 작곡, 편곡                 | 플레이어 OST - Born To Be A Player                                                  |
| 2018년 | 작곡, 편곡                 | 플레이어 OST - Anyone                                                               |
| 2018년 | 작곡, 편곡                 | 플레이어 OST - RockBoy                                                              |
| 2018년 | 작곡, 편곡                 | 플레이어 OST - Big Guy                                                              |
| 2018년 | 작곡, 편곡                 | 플레이어 OST - Break Down                                                           |
| 2018년 | 작곡, 편곡                 | 플레이어 OST - Keep moving                                                          |
| 2019년 | 작사, 작곡, 편곡           | tvN 드라마 진심이 닿다 OST - 서령, 레나 - 마음을 담아 (Be your star)                |
| 2019년 | 작사, 작곡, 편곡           | tvN 드라마 진심이 닿다 OST - 박보람 - 왼손끝에                                      |
| 2019년 | 작곡, 편곡                 | tvN 드라마 진심이 닿다 OST - Curious magic                                          |
| 2019년 | 작곡, 편곡                 | tvN 드라마 진심이 닿다 OST - Excellent                                              |
| 2019년 | 작곡, 편곡                 | tvN 드라마 진심이 닿다 OST - Life work                                              |
| 2019년 | 작곡, 편곡                 | tvN 드라마 진심이 닿다 OST - Moonlight                                              |
| 2019년 | 작곡, 편곡                 | tvN 드라마 진심이 닿다 OST - Wait                                                   |
| 2019년 | 작사, 작곡, 편곡           | tvN 드라마 막돼먹은 영애씨 시즌 17 OST - 블런트 - 15살                              |
| 2019년 | 작사, 작곡                 | tvN 드라마 막돼먹은 영애씨 시즌 17 OST - 윤지훈, 김예지나 - 괜찮아요                |
| 2019년 | 작사, 작곡, 프로듀싱       | MBC 드라마 모두다 쿵따리 OST - 아리 - 그냥                                          |
| 2019년 | 작곡, 편곡, 프로듀싱       | MBC 드라마 모두다 쿵따리 OST - 임지안 - 기다리며                                    |
| 2019년 | 작사, 작곡, 프로듀싱       | MBC 드라마 모두다 쿵따리 OST - 김연대 - 가끔은                                      |
| 2019년 | 작사, 작곡, 편곡, 프로듀싱 | MBC 드라마 모두다 쿵따리 OST - 오미완 - 아무일 없듯이                               |
| 2019년 | 작사, 작곡, 편곡, 프로듀싱 | MBC 드라마 모두다 쿵따리 OST - 허규 - 느린아이                                      |
| 2019년 | 작곡, 프로듀싱             | MBC 드라마 모두다 쿵따리 OST - 김예지나 - 주홍                                      |
| 2019년 | 작사, 작곡, 편곡, 프로듀싱 | MBC 드라마 모두다 쿵따리 OST - 이즈유 - 사랑한다는 말 대신                          |
| 2019년 | 작사, 작곡, 편곡, 프로듀싱 | MBC 드라마 모두다 쿵따리 OST - 김근영 - 언제까지나                                  |
| 2019년 | 작사, 작곡, 편곡, 프로듀싱 | MBC 드라마 모두다 쿵따리 OST - 미네 - 나만 그래                                     |
| 2019년 | 작사, 작곡, 편곡, 프로듀싱 | MBC 드라마 모두다 쿵따리 OST - 김예지나 - 스무살 엄마                               |
| 2020년 | 작곡, 프로듀싱             | OCN 드라마 번외수사 OST - 타이미 - Bring it on!                                     |
| 2020년 | 작곡, 편곡, 프로듀싱       | OCN 드라마 번외수사 OST - 지키, 더킹 - Fighter                                      |
| 2020년 | 작사, 작곡, 편곡, 프로듀싱 | OCN 드라마 번외수사 OST - 홍차 - Takedown                                           |
| 2020년 | 작곡, 편곡, 프로듀싱       | OCN 드라마 번외수사 OST - 슈퍼비 - One Life                                         |
| 2020년 | 작곡, 편곡, 프로듀싱       | OCN 드라마 번외수사 OST - 아리밴드 - 뱅뱅                                           |
| 2020년 | 작곡, 편곡, 프로듀싱       | OCN 드라마 번외수사 OST - 이현섭 - 기억 저편에                                      |
| 2020년 | 작곡, 프로듀싱             | OCN 드라마 번외수사 OST - 하나루미 - RUN IN                                         |
| 2020년 | 작곡, 편곡, 프로듀싱       | OCN 드라마 번외수사 OST - 소울사피엔스 - My turn                                    |
| 2020년 | 작곡, 편곡                 | 영화 어게인 OST - Wait Wait, On the Hill, Plule                                     |
| 2020년 | 작곡, 편곡                 | 영화 어게인 OST - 김예은 - My Dream                                                 |
| 2020년 | 작곡                       | 영화 어게인 OST - 아리 - On the Road                                                |
| 2020년 | 작곡                       | 영화 어게인 OST - 김예은 - 거울속의 나                                              |
| 2020년 | 작곡, 편곡                 | 웹드라마 카페 킬리만자로 OST - So Eazy                                              |
| 2020년 | 작곡, 편곡                 | 웹드라마 카페 킬리만자로 OST - Wait Until Back                                      |
| 2020년 | 작곡, 편곡                 | 웹드라마 카페 킬리만자로 OST - Play Game                                            |
| 2020년 | 작곡, 편곡                 | 웹드라마 카페 킬리만자로 OST - Take a Break                                         |
| 2020년 | 작곡, 편곡                 | 웹드라마 카페 킬리만자로 OST - Rolling And Rolling                                  |
| 2020년 | 작사, 작곡, 편곡           | 웹드라마 카페 킬리만자로 OST - 세현 - 의미의 세계                                   |
| 2020년 | 작사, 작곡, 편곡           | 웹드라마 카페 킬리만자로 OST - 김나현 - 오래된 기타                                 |
| 2020년 | 작사, 작곡, 편곡           | 웹드라마 카페 킬리만자로 OST - 박찬규, 최시훈 - 이젠 안녕                           |
| 2020년 | 작사, 작곡, 편곡           | 웹드라마 카페 킬리만자로 OST - 영지, 에이잭 - 날 보며 웃는 너를 다시 보고 싶어      |
| 2020년 | 작사, 작곡, 편곡           | tvN 드라마 사이코지만 괜찮아 OST - Funny J - 선거송                                 |
| 2020년 | 작곡, 편곡                 | tvN 드라마 사이코지만 괜찮아 OST - 이종수, 나병수 - Quelemente (괜찮은 병원 체조송) |
| 2021년 | 작사, 작곡, 편곡           | MBN 보쌈-운명을 훔치다 OST - 옷깃                                                   |
| 2021년 | 작곡, 편곡                 | MBN 보쌈-운명을 훔치다 OST - 가히 아름답다 (With 유태평양)                          |
| 2021년 | 작사, 작곡, 편곡           | MBN 보쌈-운명을 훔치다 OST - 위로                                                   |
| 2021년 | 작사, 작곡, 편곡           | MBN 보쌈-운명을 훔치다 OST - 거친 세월아                                            |
| 2021년 | 작사, 작곡, 편곡           | MBN 보쌈-운명을 훔치다 OST - 봄바람 봄                                              |
| 2021년 | 작사, 작곡, 편곡           | MBN 보쌈-운명을 훔치다 OST - 널 기다리니까                                          |
| 2021년 | 작곡, 편곡                 | MBN 보쌈-운명을 훔치다 OST - 지켜줄게요                                             |
| 2022년 | 편곡                       | 고니아 - 너는 왜 (feat. 채팍)                                                       |
| 2022년 | 작사, 작곡, 편곡           | Oong - True Love                                                                    |
| 2022년 | 작사, 작곡, 편곡정         | 민혁 - 마음의 틈                                                                    |
| 2022년 | 작사, 작곡, 편곡           | 고니아, 유태평양 - 부채춤을 춘다                                                    |
| 2022년 | 작사, 작곡, 편곡           | 리누 (Lee-Nu) - You my love                                                         |
| 2022년 | 작사, 작곡, 편곡           | 미미 (오마이걸), 효정 (오마이걸) - 1234                                             |
| 2022년 | 작곡, 편곡                 | 남승민 - 꽃보다 울 엄마                                                             |
| 2022년 | 작사, 작곡                 | 안다은 - 있어요                                                                     |
| 2022년 | 작사, 작곡                 | Machorita (마초리따) - 사빠딸 (사랑에 빠진 딸기)                                    |
| 2022년 | 작사, 작곡, 편곡           | 아리 - 마음에 담아                                                                  |
| 2022년 | 작곡, 작곡, 편곡           | Oong - Love you so bad                                                              |
| 2022년 | 작사, 작곡                 | 김연대 - 너의 곁에                                                                  |
| 2022년 | 작사, 작곡, 편곡           | 민우혁 - 바라본다                                                                   |
| 2022년 | 작사, 작곡                 | DANI(박혁진) - L.O.V.E                                                              |
| 2022년 | 작사, 작곡, 편곡           | 바다 - 그대를 부를게요                                                              |
| 2022년 | 편곡                       | 리누 - 암연                                                                         |
| 2022년 | 작사, 작곡, 편곡           | 웹드라마 복학생: 학점은 A지만 사랑은 F입니다 OST - 김예지나 - 롤러코스터            |
| 2022년 | 작사, 작곡, 편곡           | 웹드라마 복학생: 학점은 A지만 사랑은 F입니다 OST - SNB - 그런 너, 그런 나           |
| 2022년 | 작사, 작곡, 편곡           | 웹드라마 복학생: 학점은 A지만 사랑은 F입니다 OST - 권혁수,주현영 - 우리 함께한 순간 |
| 2023년 | 작사, 작곡, 편곡           | 웹드라마 각자의 사정 OST - Oong - 꿈속의 널                                         |
| 2023년 | 작사, 작곡, 편곡           | 웹드라마 각자의 사정 OST - 오치영 - 널 바라본다                                     |
| 2023년 | 작사, 작곡, 편곡           | 웹드라마 각자의 사정 OST - 정민혁 - All I wanna do                                  |
| 2023년 | 작사, 작곡, 편곡           | 웹드라마 각자의 사정 OST - 한정완 - 사랑했던 모든날들                               |
| 2023년 | 작사, 작곡, 편곡           | 웹드라마 각자의 사정 OST - 차시혁 - 나의 마음                                       |
| 2023년 | 편곡                       | SNB - 인형의 꿈                                                                     |
| 2023년 | 작사, 작곡, 편곡           | 웹드라마 주류일절 OST - 레이노얼 - 불러도                                           |
| 2023년 | 작사, 작곡, 편곡           | 웹드라마 주류일절 OST - 원도현 - Can you feel my love                               |
| 2023년 | 작사, 작곡, 편곡           | 웹드라마 주류일절 OST - 아리 - 안아줄게                                             |
| 2023년 | 작사, 작곡, 편곡           | 웹드라마 주류일절 OST - 김준형 - 흔한 사랑 노래                                     |
| 2023년 | 작곡, 편곡                 | 강석우의 종점여행 OST PART.2 - 박주한 - 돌고도는 세상                               |
| 2023년 | 작곡, 편곡                 | 강석우의 종점여행 OST PART.2 - 고니아 - Hold on(Feat.승채린)                        |
| 2023년 | 작사, 작곡, 편곡           | 강석우의 종점여행 OST PART.2 - Sage - 어느 아침                                     |
| 2023년 | 작곡, 편곡                 | 강석우의 종점여행 OST PART.2 - 아리 - 하루                                          |
| 2023년 | 작곡, 편곡                 | 강석우의 종점여행 OST PART.3 - 하나루미 - 일상탈출                                  |
| 2023년 | 작곡, 편곡                 | 강석우의 종점여행 OST PART.3 - If.P - 사랑이 맞나요                                 |
| 2023년 | 작사, 작곡, 편곡           | 돌싱글즈4 OST Part.1 - SAGE - Driving Me                                            |
| 2023년 | 작사, 작곡, 편곡           | 돌싱글즈4 OST Part.2 - 휘찬 - Tears Pouring Down                                    |
| 2023년 | 작사, 작곡, 편곡           | 돌싱글즈4 OST Part.3 - XEN - Come In Closer                                         |
| 2023년 | 작사, 작곡, 편곡           | 돌싱글즈4 OST Part.4 - 앤비(블랙스완) - One More Time                               |
| 2023년 | 작사, 작곡                 | 돌싱글즈4 OST Part.5 - if.p - Whisper                                               |
| 2023년 | 작사, 작곡                 | 돌싱글즈4 OST Part.6 - 승채린 - Satisfaction                                        |
| 2023년 | 작곡, 편곡                 | 유다빈 - 사포닌 같은 너                                                             |
| 2024년 | 작곡, 편곡                 | 최정안 - Alright On                                                                 |
| 2024년 | 작곡, 편곡                 | 화100 OST Part.1 - Sage - Love Slowly                                               |
| 2024년 | 작곡, 편곡                 | 화100 OST Part.2 - Oong - Feel the Nature                                           |
| 2024년 | 작사, 작곡, 편곡           | 화100 OST Part.2 - 서도진 - 세상이 흔들려도                                         |
| 2024년 | 작곡, 편곡                 | 화100 OST Part.4 - 승채린 - Morning Coffee                                          |
| 2024년 | 작사, 작곡, 편곡           | 화100 OST Part.5 - 이봄 - 반딧불이의 봄                                             |
| 2024년 | 작사, 작곡, 편곡           | 화100 OST Part.6 - 리누 - 사랑이 웁니다                                             |
| 2024년 | 작곡, 편곡                 | 화100 OST Part.7 - 라키 - with you                                                  |
| 2024년 | 작사, 작곡, 편곡           | 화100 OST Part.8 - 하도권 - 나에게 브라보                                           |
| 2024년 | 작사, 작곡, 편곡           | 화100 OST Part.9 - 류수정 - 봄바람 부는 지금                                        |
| 2024년 | 작사, 작곡, 편곡           | 화100 OST Part.10 - 조정민 - 차가워지네                                             |
| 2024년 | 작곡, 편곡                 | 화100 OST Part.11 - 수퍼비 Stop Watch (Feat.SOOVI)                                  |
| 2024년 | 작곡, 편곡                 | 화100 OST Part.12 - 김종서 - 별이 빛나는 밤                                         |
| 2024년 | 작사, 작곡, 편곡           | 화100 OST Part.13 - 고니아, 차혜지 - 500나한                                        |
| 2024년 | 작곡, 편곡                 | Hug & Hub Part.1 스르륵                                                             |
| 2024년 | 작사, 작곡, 편곡           | 생명의 수호신, 진묘수의 전설 OST - 백제춤을 춘다                                    |
| 2024년 | 작사, 작곡, 편곡           | 생명의 수호신, 진묘수의 전설 OST - 공주로 가세                                      |
| 2024년 | 작곡, 편곡                 | 돌싱글즈6 OST Part.1 - Break up                                                     |
| 2024년 | 작곡, 편곡                 | 돌싱글즈6 OST Part.1 - 넌 변할까 (MAN Ver)                                          |
| 2024년 | 작곡, 편곡                 | 돌싱글즈6 OST Part.1 - 넌 변할까                                                    |
| 2024년 | 작곡, 편곡                 | 돌싱글즈6 OST Part.2 - Letting you go                                               |
| 2024년 | 작곡                       | 돌싱글즈6 OST Part.2 - Time is Coming                                               |
| 2024년 | 작곡, 편곡                 | 돌싱글즈6 OST Part.2 - Moonlight                                                    |
| 2024년 | 작곡, 편곡                 | 돌싱글즈6 OST Part.3 - 따스한 날에                                                  |
| 2024년 | 작곡, 편곡                 | 돌싱글즈6 OST Part.3 - 정말 많이 좋아하나봐                                         |
| 2024년 | 작곡, 편곡                 | 돌싱글즈6 OST Part.3 - IN YOUR FANTASY                                              |
| 2024년 | 작사, 작곡, 편곡           | 0교시는 인싸타임 OST Part.2 - Love is so sweet                                      |
| 2024년 | 작사, 작곡, 편곡           | 0교시는 인싸타임 OST Part.3 - I Feel YOU                                            |
| 2024년 | 작사, 작곡, 편곡           | 0교시는 인싸타임 OST Part.4 - You're my dream come true                             |
| 2024년 | 작사, 작곡, 편곡           | 0교시는 인싸타임 OST Part.5 - Close to You                                          |
| 2024년 | 작사, 작곡                 | 0교시는 인싸타임 OST Part.6 - Awakening                                             |
| 2024년 | 작사, 작곡, 편곡           | 0교시는 인싸타임 OST Part.6 - 기다릴께요                                            |
| 2024년 | 작사, 작곡, 편곡           | 친절한 선주씨 OST Part.1 - 내가 있잖아                                              |
| 2024년 | 작사, 작곡, 편곡           | 친절한 선주씨 OST Part.2 - 그대를 안아줄게요                                        |
| 2024년 | 작사, 작곡, 편곡           | 친절한 선주씨 OST Part.3 - 내 입술이                                                |
| 2024년 | 작사, 작곡, 편곡           | Hug & Hub Part.2 - 실룩실룩 궁디 팡 (Duet Ver)                                      |
| 2024년 | 작사, 작곡, 편곡           | Hug & Hub Part.2 - 실룩실룩 궁디 팡                                                 |
| 2024년 | 작곡, 편곡                 | Hug & Hub Part.3 - 강아지 귀여워                                                    |
| 2024년 | 작곡, 편곡                 | Hug & Hub Part.4 - 젤리젤리 성탄절 (Duet Ver)                                       |
| 2024년 | 작곡, 편곡                 | Hug & Hub Part.4 - 젤리젤리 성탄절                                                  |
| 2025년 | 작곡, 편곡                 | Hug&Hub Part.5 - 나는 너의 모든 세상                                                |
| 2025년 | 작사, 작곡, 편곡           | 친절한 선주씨 OST Part.4 - Stay here                                                |
| 2025년 | 작사, 작곡, 편곡           | 친절한 선주씨 OST Part.5 - 모든 날들                                                |
| 2025년 | 작사, 작곡, 편곡           | 친절한 선주씨 OST Part.6 - 나의 끝                                                  |
| 2025년 | 작사, 작곡, 편곡           | 친절한 선주씨 OST Part.7 - 니가 정말 좋아                                           |
| 2025년 | 작사, 작곡, 편곡           | 친절한 선주씨 OST Part.8 - 간직할게                                                 |
| 2025년 | 작사, 작곡, 편곡           | 친절한 선주씨 OST Part.9 - 그리움만 남겨져 가                                       |
| 2025년 | 작곡, 편곡                 | Hug & Hub Part.6 - 내 친구야                                                        |
| 2025년 | 작곡, 편곡                 | Hug & Hub Part.7 - 언제나 너만을                                                    |
| 2025년 | 작곡, 편곡                 | Hug & Hub Part.8 - 함께 할거야                                                      |
| 2025년 | 작사, 작곡, 편곡           | 직장인들 OST Part.1 - Working Time (MZ)                                             |
| 2025년 | 작사, 작곡, 편곡           | 직장인들 OST Part.3 - More and more                                                 |
| 2025년 | 작사, 작곡, 편곡           | 친절한 선주씨 OST Part.10 - 여정의 길                                               |
| 2025년 | 편곡                       | 친절한 선주씨 OST Part.11 - 하나의 사랑                                             |
| 2025년 | 작사, 작곡, 편곡           | 친절한 선주씨 OST Part.12 - 바람부는 이 길                                          |